# 1960-ті в музиці
1960-ті роки — початок епохи рок-музики. З'явившись на початку 1960-х від рок-н-ролу та ритм-енд-блюзу, до кінця 1960-х рок-музика утворює безліч розгалужень, поєднуючись з усіма можливими видами музики — з академічною музикою (артрок), джазом (джаз-рок), латинською музикою (латино-рок). З'являються такі піднапрямки як хард-рок, панк-рок, соул, госпел, фанк, рок-авангард та інші.
В СРСР 1960-ті роки — епоха «інформаційного вибуху». Після зняття «залізної завіси» радянська спільнота знайомиться з новітніми музичними течіями Заходу. В Києві створюється група «Київський авангард», до якої входять такі композитори як Валентин Сильвестров, Леонід Грабовський та інші. Представники цієї групи відкривають нову сторінку історії української музики, творчо засвоюючи такі композиторські техніки як додекафонія, алеаторика, сонористика.
Водночас в СРСР з'являються й перші Рок-колективи, зокрема в напрямку рок-музики працювали українські команди — «Березень», «The Once», «Друге дихання».
1960-ті роки стали плідними на шедеври електронної музики. Унікальні взірці електронної музики на синтезаторі АНС створили А.Шнітке, С.Губайдуліна; Яніс Ксенакіс розробляє техніку гранулярного синтезу звуку, під його керівництвом був розроблений і комп'ютер із графічним уведенням інформації — UPIC.

## 1960
|  |

### Події
- розквіт музичних напрямків соул та госпел у США
- Відродження стилю Фламенко в Іспанії
- Див. також Музичні колективи, що з'явилися в 1960 році

### Народились
- Мішалов Віктор Юрійович, бандурист, дослідник кобзарства, композитор, диригент.

### Твори
- Кшиштоф Пендерецький — Плач по жертвах Хіросіми
- Дмитро Шостакович — струнні квартети № 7,8

музичні альбоми: див. Категорія:Музичні альбоми 1960
- Адріано Челентано — альбоми «Adriano Celentano con Giulio Libano e la sua orchestra» і «Furore»

### Померли
- Паторжинський Іван Сергійович, український співак
- Козицький Пилип Омелянович, український композитор

## 1961
|  |

### Події
- Музичні колективи, що з'явилися в 1961 році

### Твори
- Дмитро Шостакович — 12-а симфонія
- Вітольд Лютославський — «Венеційські ігри»
- Дьордь Лігеті — Atmosphères
- Валентин Сильвестров — квартет-пікколо

музичні альбоми: див. Категорія:Музичні альбоми 1961

### Померли
- Нік ЛаРокка, джазовий трубач
- Володимир Софроницький, радянський піаніст

## 1962
|  |

### Події
- Музичні колективи, що з'явилися в 1962 році

### Твори
- Ігор Стравінський — опера «Всесвітній потоп»
- Дмитро Шостакович — 13-а симфонія
- Кшиштоф Пендерецький — Stabat Mater

музичні альбоми: див. Категорія:Музичні альбоми 1962
- Адріано Челентано — альбом «Peppermint twist»

## 1963
|  |

### Події
- Музичні колективи, що з'явилися в 1963 році

### Народились
- 27 березня — Михайло Щербаков, російський поет, автор і виконавець пісень.

### Твори
- Вітольд Лютославський — Три поеми Анрі Мішо
- Франсіс Пуленк — Sept répons des ténèbres
- Борис Лятошинський — симфонія № 4

музичні альбоми: див. Категорія:Музичні альбоми 1963
- The Beatles — альбоми Please Please Me, With The Beatles
- Адріано Челентано — альбом «A New Orleans»

## 1964
|  |

### Події
- Музичні колективи, що з'явилися в 1964 році

### Народились
- Олег Скрипка, лідер колективу «ВВ»
- Андрій Середа, лідер колективу «Кому вниз»

### Твори
- Ігор Стравінський — Варіації пам'яті Aldous Huxley
- Дмитро Шостакович — струнні квартети № 9,10
- Вітольд Лютославський — струнний квартет

музичні альбоми: див. Категорія:Музичні альбоми 1964
- The Beatles — альбоми A Hard Day's Night, Beatles For Sale

### Померли
- Нейгауз Генріх Густавович, радянський піаніст

## 1965
|  |

### Події

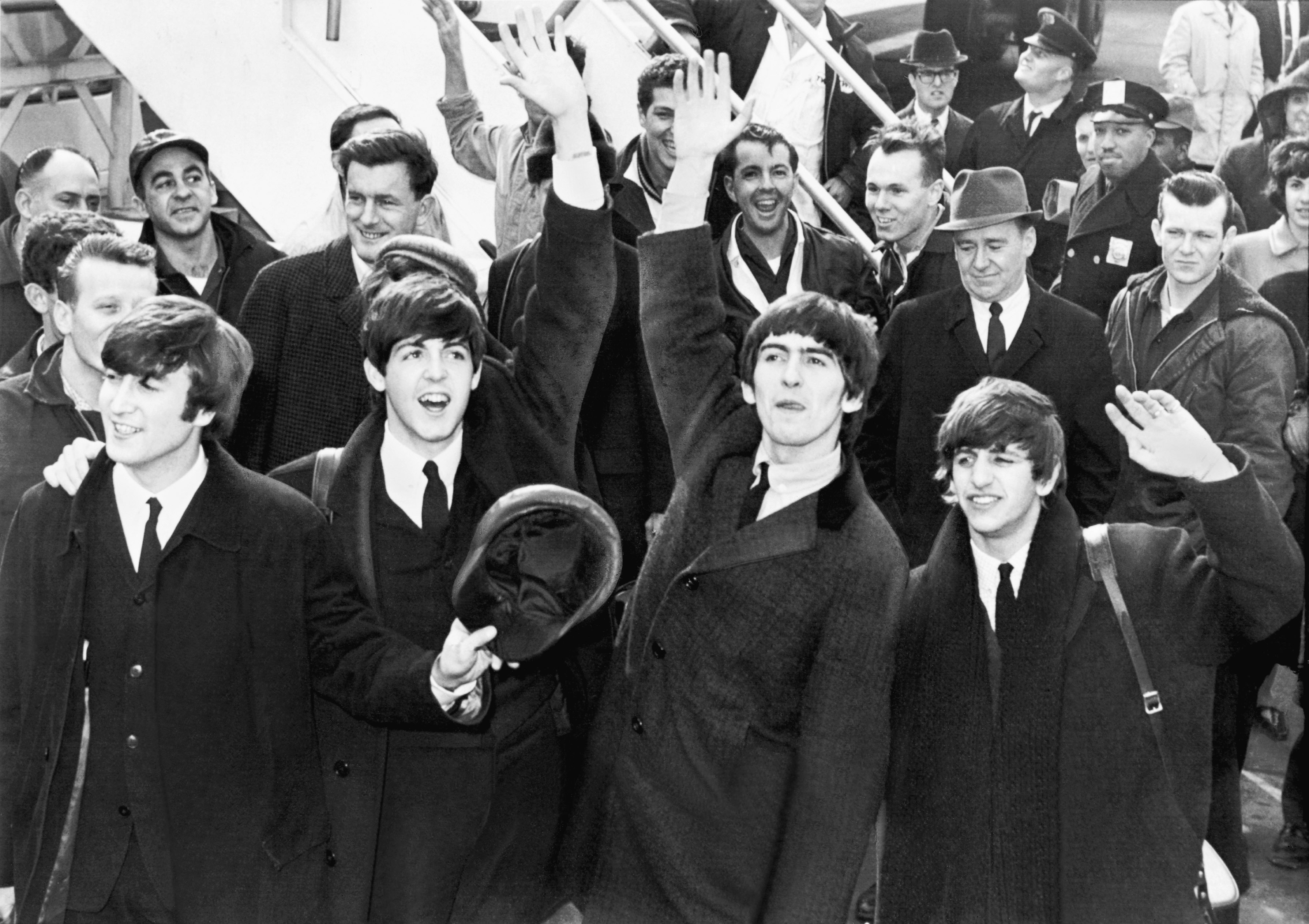
The Beatles в аеропорту «Кеннеді» (1964)

- Тоні Скотт[en] записує Music for Zen Meditation[en], що вважається родоначальником напрямку New Age
- Британське вторгнення
- Див. також Музичні колективи, що з'явилися в 1965 році

### Твори
- Вітольд Лютославський — 2-а симфонія
- Дьордь Лігеті — Реквієм
- Валентин Сильвестров — 2-а симфонія

музичні альбоми: див. Категорія:Музичні альбоми 1965
- The Beatles — альбоми Help!, Rubber Soul
- Адріано Челентано — альбом «Non mi dir»

## 1966
|  |

### Події
- Поява психоделічної музики (The Who та The Moody Blues) та її вплив на рок-групи (зокрема The Beatles)
- Див. також Музичні колективи, що з'явилися в 1966 році

### Народились
- Девід Деніелс, американський оперний співак (контратенор).

### Твори
- Дмитро Шостакович — струнний квартет № 11

музичні альбоми: див. Категорія:Музичні альбоми 1966
- The Beatles — альбом Revolver
- The Beach Boys — альбом Pet Sounds
- Адріано Челентано — альбоми «La festa» і «Il ragazzo della via Gluck»

### Померли
- Бад Пауелл, джазовий піаніст

## 1967
|  |

### Події
- Френк Заппа написав першу у світі рок-оперу «Absolutely Free»
- Див. також Музичні колективи, що з'явилися в 1967 році

### Твори
- Дмитро Шостакович — скрипковий концерт № 2, струнний квартет № 12
- Борис Лятошинський — симфонія № 5
- Дьордь Лігеті — Lontano

музичні альбоми: див. Категорія:Музичні альбоми 1967
- The Beatles — альбоми Sgt. Pepper's Lonely Hearts Club Band, Magical Mystery Tour

### Померли
- Джон Колтрейн, американський джазмен, саксофоніст

## 1968
|  |

### Події
- Розквіт психоделічної музики (Jimi Hendrix, Cream, The Who, Iron Butterfly, Steppenwolf)
- Розквіт музики напрямку фольк-рок (Music from Big Pink[en])
- Див. також Музичні колективи, що з'явилися в 1968 році

### Народились
- Мар'яна Лаба — співачка, найбільш відома за вокалом у «Полиновому Полі»

### Твори
- Вітольд Лютославський — Livre pour orchestre
- Валентин Сильвестров — «Поема» пам'яті Б. Лятошинського для оркестру
- Іван Карабиць — концерт для фортепіано з оркестром № 1, концерт для віолончелі з оркестром

музичні альбоми: див. Категорія:Музичні альбоми 1968
- The Beatles — альбом White album
- Адріано Челентано — альбоми «Azzurro/Una carezza in un pugno» і «Adriano Rock»

### Померли
- Борис Лятошинський, український композитор

## 1969
|  |

### Події
- Домінування фольклорного напрямку психоделічної музики на Заході (The Doors (The Soft Parade), The Beatles (Abbey Road))
- Lillian Roxon[en] написала першу рок-енциклопедію, відкривши нову еру музичної критики.
- Розквіт напрямку Progressive rock (King Crimson — In the Court of the Crimson King nf Френк Заппа — Uncle Meat
- Фестиваль Вудсток, що позначив кілька знакових подій — кінець ери гіпі, початок сексуальної Революції і руху «Шестидесятників».
- Див. також Музичні колективи, що з'явилися в 1969 році

### Народились
- 4 січня — Борис Вадимович Березовський, російський піаніст
- 24 січня — Валерій Михайлович Дідюля, білоруський гітарист і композитор
- 18 березня — Гриньків Роман Дмитрович, український бандурист, композитор-аматор
- 23 травня — Валерій Олегович Бєлунцов, російський композитор та фахівець в області музично-інформаційних технологій (помер 2006)
- 22 червня — Деспіна Ванді, грецька співачка
- 26 червня — Колін Чарльз Ґрінвуд, бас-гітарист британської рок-групи Radiohead
- 7 серпня — Олексій Файзуллайович Султанов, піаніст узбецького походження (помер 2005)
- 30 серпня — Дімітріс Сгурос, грецький піаніст-віртуоз
- 26 вересня — Світлана Олександрівна Бабчук, українська співачка
- 5 жовтня — Янніс Котсирас, грецький музикант, виконавець музики в стилі сучасної рембетики та лаїки
- 3 листопада — Роберт Майлз, швейцарський музикант-електронник, розробник течії Dream house
- ? — Тарас Вікторович Компаніченко, кобзар, бандурист та лірник, керівник ансамблю «Хорея Козацька», заслужений артист України

### Твори
- Дмитро Шостакович — 14-а симфонія
- Дьордь Лігеті — Ramifications для 12 інструментів

музичні альбоми: див. Категорія:Музичні альбоми 1969
- Адріано Челентано — альбом «Le robe che ha detto Adriano»

### Померли
- 15 лютого — Ольховський Андрій Васильович, український музикознавець, композитор, педагог
- 17 лютого — Мирослав Старицький, оперовий співак-тенор
- 3 червня — Зіновій Лисько, український композитор, музикознавець і фолкльорист
- 22 червня — Джуді Гарленд, американська акторка й співачка
- 29 червня — Веселін Стоянов, болгарський композитор, піаніст, педагог
- 1 серпня — Гмиря Борис Романович, український оперний і камерний співак, Народний артист СРСР
- 17 серпня — Бернес Марк Наумович, російський радянський кіноактор, співак
- 1 грудня — Меджик Сем, американський блюзовий гітарист та співак
- ? — Русинов Юхим Ісакович, український композитор і диригент